# Cà ri đỏ

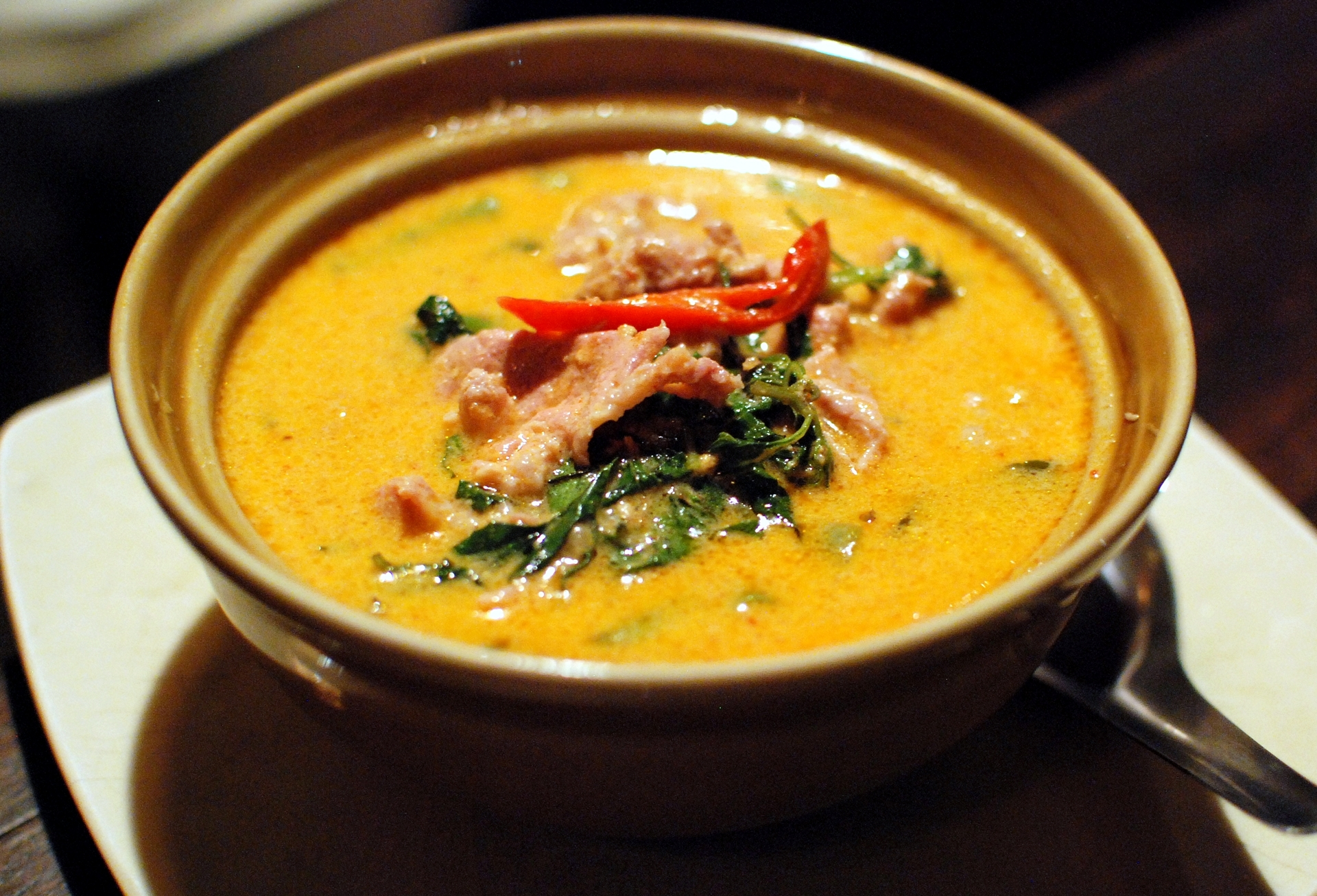
Cà ri đỏ nấu thịt heo

Cà ri đỏ (tiếng Thái: แกงเผ็ด; phát âm tiếng Thái: [keng phẹt], nghĩa đen là "canh cay") là một món ăn được ưa thích của ẩm thực Thái Lan gồm có bột cà ri đỏ và nước cốt dừa. Phương pháp nấu chính là giã trong cối và giữ ẩm hỗn hợp này trong suốt quá trình chế biến. Các gia vị chính gồm tỏi, hành tím, ớt đỏ khô, riềng, riêu tôm, muối, vỏ trái chanh kaffir, rễ ngò rí, hột ngò, hạt thì là Ai Cập, tiêu đen và sả. Ngoài ra thường có nước mắm, đừong, cà Thái, măng, húng Thái (bai horapha), và thịt như gà, bò, heo, tôm, ếch, rắn và vịt. Đậu hũ và các loại thịt chay, rau như bí đỏ cũng là một nguyên liệu thay thế cho người ăn chay. Món ăn này thường là món canh có độ sánh đựng trong chén và ăn kèm với cơm. Món cà ri đỏ chuẩn phải có riêu tôm (nguyên liệu này không thích hợp cho người ăn chay).

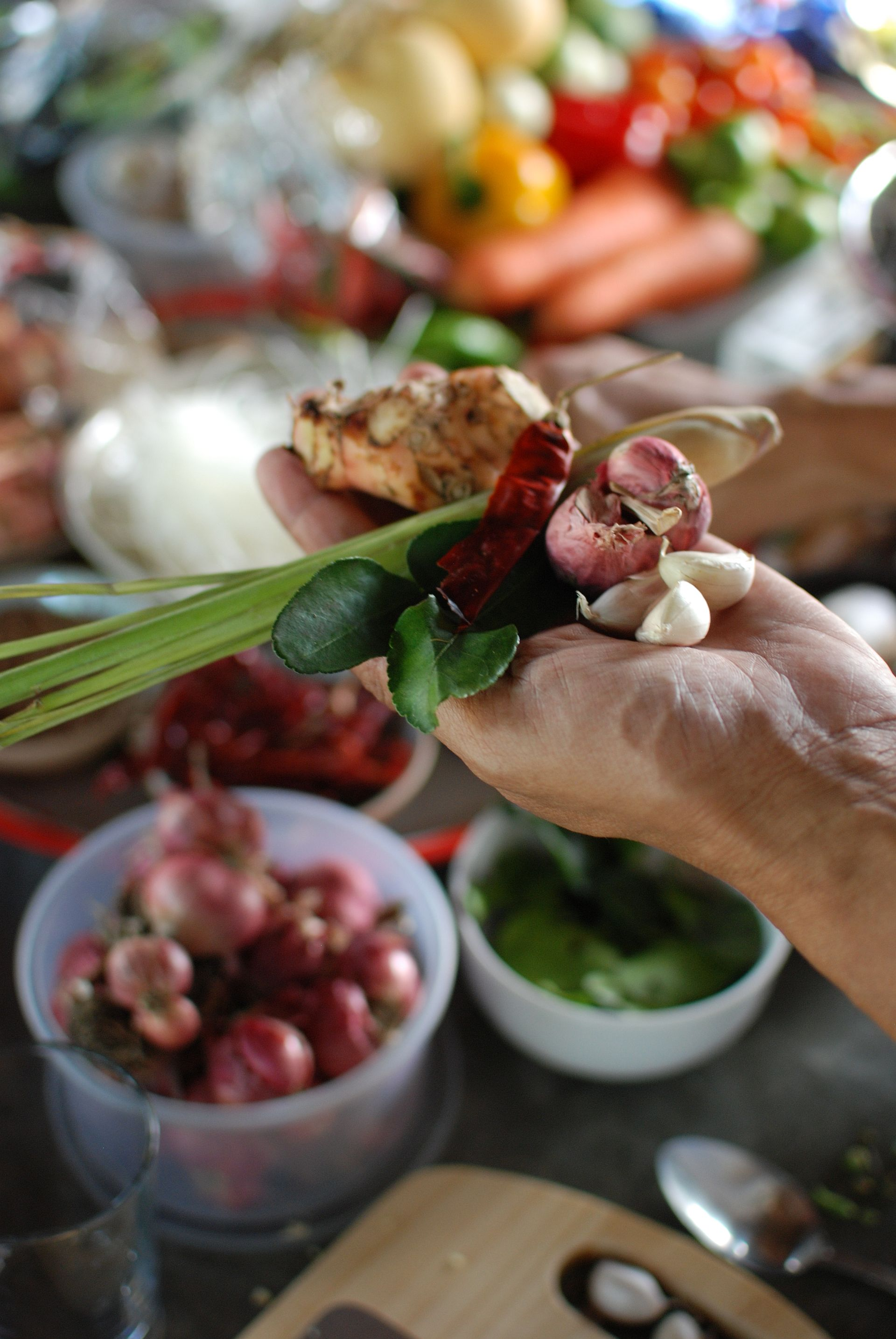
Các nguyên liệu

Hỗn hợp cà ri đỏ còn được dùng để tạo vị cho các món khác như bánh vị cá Thot man pla và xúc xích nướng Chiang Mai tên là sai ua.

## Nguyên liệu chính
- Thịt gà, thịt bò, thịt heo, thịt vịt, tôm hoặc đậu hũ (cắt miếng vừa ăn)
- nước cốt dừa
- lá trấp (hay còn gọi là lá chanh kaffir)
- bột cà ri
- nước mắm